# Abraham Goldstein
Abraham Szymon Goldstein (ur. 12 kwietnia 1836 w Chorzowie, zm. 25 czerwca 1902 we Wrocławiu) − przedsiębiorca pochodzenia żydowskigo, aktywny w drugiej połowie XIX w. w Królestwie Polskim, na Górnym oraz Dolnym Śląsku.

## Życiorys
Abraham Szymon Goldstein urodził się w Chorzowie 12 kwietnia 1836. Osiadł w Katowicach w epoce gwałtownego rozwoju ówczesnej wsi, zakończonego nadaniem praw miejskich w 1865. Wraz z bratem Józefem zajmowali się w Katowicach handlem drewnem: posiadali, prawdopodobnie w pobliżu torów kolejowych, przy dzisiejszej ul. Mikołowskiej, tartak parowy i składy drewna, z którego korzystały górnośląskie koncerny górnicze. Jednocześnie od 1878 r. posiadali kolejny tartak parowy, zatrudniający 50 robotników w Częstochowie przy ul. Stradomskiej. Od 1882 r. byli również, wraz z kupcami warszawskimi i śląskimi, akcjonariuszami doskonale prosperującej spółki „Stradom”, zajmującej się produkcją szpagatu konopnego.
Abraham Goldstein, oprócz handlu drewnem, masowo skupował w Katowicach nieruchomości i wznosił na nich kamienice, które później odsprzedawał z zyskiem. Jego rodzina  wybudowała luksusową willę na Wilhelmsplatz, obecny Plac Wolności, w latach 1872–1875, obecnie zwaną „Pałacem Goldsteinów”.
Koniec działalności Goldsteinów w Katowicach przypadł na lata 1892−1893. Po tajemniczym pożarze składu rodzina postanowiła przenieść się do Wrocławia. Powodem miały być wysokie straty, ale część badaczy dziejów Katowic twierdzi, że pożar był przez Goldsteinów ukartowany. Brak precyzyjnych źródeł nie pozwala stwierdzić, która z wersji jest prawdziwa. Po wyprowadzce Goldsteinów część nieruchomości wraz z pałacem sprzedano koncernowi Georg von Giesches Erben (Spadkobiercy Gieschego). We Wrocławiu bracia Goldsteinowie, na zakupionej już wcześniej posesji, przy obecnej alei gen. Hallera, w dalszym ciągu pod wspólnym szyldem, prowadzili tartak parowy i skład drewna.
Przedsiębiorca zmarł we Wrocławiu 25 czerwca 1902 roku. Został pochowany na Starym Cmentarzu Żydowskim.
Abraham Goldstein był żonaty z Rozalią z domu Cassirer (ur. 1845 w Katowicach, zm. 1911 w Berlinie), córką Markusa Cassirera i Jeanette Cassirer z domu Steinitz. Mieli dziewięcioro dzieci, w tym pierworodnego Eugeniusza (ur. 1866), najstarszą córkę Gertrudę (ur. 1870) oraz siódmego z kolei Kurta (ur. 1878), późniejszego wybitnego psychiatrę i neurologa.